# Wugigarra bulburin
Wugigarra bulburin is een spinnensoort uit de familie trilspinnen (Pholcidae). De soort komt voor in Queensland.